# Paint Rock, Alabama
Paint Rock là một thị trấn thuộc quận Jackson, tiểu bang Alabama, Hoa Kỳ. Dân số năm 2009 là 181 người, mật độ đạt 162 người/km².